# Дуб черешчатий (Херсон, вул. Полтавська)
Дуб чере́шчатий — ботанічна пам'ятка природи місцевого значення в Україні. Розташуваний у місті Херсон, вул. Полтавська, 89 (територія Херсонського обласного ліцею). 
Природоохоронний статус присвоєно згідно з рішенням Облавиконкому від 2.03.1972 року № 100/4. Перебуває у віданні: Херсонський обласний ліцей.

## Історія
Ідея створення у передмісті Херсона великої плантації дерев датується 1782 роком і належить Новоросійському генерал-губернатору князю Г. О. Потьомкіну. 1 квітня 1783 року з англійським садівничим Моффетом було укладено контракт на розбудову у Херсоні саду і розведення лісових плантацій в передмісті. Лісова плантація була закладена на річці Верьовчиній у місці впадіння в неї балки Казенної, де було висаджено 10000 дерев. Місто Херсон у той час потребувало зелених насаджень, а оскільки в ньому не було парків і бульварів, дуже скоро сад на Казенній балці став улюбленим місцем народних гулянь. План 1784 року показує 12 зелених кварталів саду, що розділені двома продольними і трьома поперечними алеями. 
В 1787 році Катерина II проводила у Казенному саду вільний час, і для неї було споруджено спеціальний будинок. Є ймовірність, що в посадці пам'ятки природи «Віковий дуб» безпосередньо брала участь Катерина II. 
Із занепадом Херсона в кінці XVIII — початку XIX століть цей сад був закинутий. В 1812 році херсонський губернатор Г. Н. Рахманов розпорядився про благоустрій місцевості біля Казенного саду. З цього часу плодові дерева Казенного саду, що отримав назву Міського, почали давати прибуток. Коли в 1874 році територія Казенного саду була передана сільськогосподарському училищу, в саду було наведено лад, а скоро поруч із ним виник і невеликий ботанічний сад. У 1880 році на базі сільськогосподарського училища, в Казенному саду було створено метеорологічну станцію. Прибережна частина Казенного саду часто під час паводків була затоплена водою, однак більш серйозно він постраждав у роки революції 1917 року і громадянської війни. Сад частково зберігся у наші дні (вул. Полтавська, 89). Його територія була розділена між школою-інтернатом № 2 та дитячо-юнацькою спортивною школою.

## Сучасний стан
Пам'ятка природи огороджена бетонним бордюром, територія за огорожею заасфальтована. На відстані 1,5 метра проораний ґрунт, територія очищена від бур'янів. Нижня гілка зламана, є сухе гілля, полущена кора. Раніше біля дуба була колонка у вигляді лева, яка тепер відсутня. 
Заповідний об'єкт розташований на території «Парку Херсонського обласного ліцею», є одним із найстаріших дерев парку. Пам'ятка природи привертає увагу учнів та гостей ліцею.